# Slovenský Pohár 2025-2026
La Coppa di Slovacchia 2025-2026, conosciuta anche come Slovnaft Cup per ragioni di sponsorizzazione, è stata la cinquantasettesima edizione del torneo, iniziata il 18 luglio 2025. Il vincitore ottiene la qualificazione per l'UEFA Europa League 2026-2027.
Lo Spartak Trnava è la squadra campione in carica, alla sua nona coppa nazionale.

## Formula
La Coppa di Slovacchia si gioca come un torneo a eliminazione diretta. Tutte le partite che finiscono in pareggio dopo 90 minuti vengono decise ai calci di rigore. Tutti i turni si giocano come gare secche tranne le semifinali, che si giocano su due gare.

## Calendario
| Turno             | Date                       | Squadre entranti in questo turno | Squadre provenienti dal turno precedente | Numero di partite |
| ----------------- | -------------------------- | -------------------------------- | ---------------------------------------- | ----------------- |
| Turno preliminare | 18 luglio - 3 agosto 2025  | 124                              | 0                                        | 62                |
| Primo turno       | 26 luglio - 13 agosto 2025 | 142                              | 62                                       | 102               |
| Secondo turno     | 27 agosto 2025             | 26                               | 102                                      | 64                |
| Terzo turno       | 24 settembre 2025          | 0                                | 64                                       | 32                |
| Quarto turno      | 22 ottobre 2025            | 0                                | 32                                       | 16                |
| Ottavi di finale  | 19 novembre 2025           | 0                                | 16                                       | 8                 |
| Quarti di finale  | 4 marzo 2026               | 0                                | 8                                        | 4                 |
| Semifinali        | 18 marzo - 15 aprile 2026  | 0                                | 4                                        | 2                 |
| Finale            | 1 maggio 2025              | 0                                | 2                                        | 1                 |

## Primo turno
| Squadra 1                  | Risultato       | Squadra 2                       |
| -------------------------- | --------------- | ------------------------------- |
| 26 luglio 2025             |                 |                                 |
| NŠK Bratislava             | 4 - 1           | Dunajská Lužná                  |
| Cífer 1929                 | 0 - 1           | Slovan Hlohovec                 |
| Nové Mesto nad Váhom       | 1 - 2           | Tatran Krásno nad Kysucou       |
| 27 luglio 2025             |                 |                                 |
| Nitra-Dolné Krškany        | 0 - 5           | Nitra                           |
| Lokomotíva Bánov           | 2 - 4           | Tvrdošovce                      |
| Spartak Radôstka           | 2 - 0           | Kysucké Nové Mesto              |
| Trebatice                  | 0 - 4           | Častkovce                       |
| Kostolné Kračany           | 0 - 3           | Slovan Galanta                  |
| Šoporňa                    | 2 - 1           | Slovan Duslo Šaľa               |
| Karpaty Limbach            | 1 - 1 (3-5 dtr) | Domino                          |
| Vrakuňa Bratislava         | 5 - 2           | Tomášov                         |
| Jarovce Bratislava         | 1 - 5           | Rusovce                         |
| Topoľčany                  | 0 - 0 (3-4 dtr) | Tovarníky                       |
| 1950 Priechod              | 1 - 0           | Badín                           |
| Slovenská Ľupča            | 3 - 1           | Hamsik Academy                  |
| Spartak Vysoká nad Kysucou | 2 - 4           | Bytča                           |
| Vrbové                     | 0 - 3           | Blava 1928                      |
| Kopčany                    | 1 - 1 (4-5 dtr) | Sokol Borský Mikuláš            |
| Družstevník Rybky          | 2 - 1           | Slovan Dubovce                  |
| Považan Pruské             | 3 - 1           | Spartak Kvašov                  |
| Spartak Lysá pod Makytou   | 0 - 0 (3-2 dtr) | LR Crystal                      |
| Slovan Šaštín-Stráže       | 2 - 3           | Nafta Gbely                     |
| Melčice - Lieskové         | 0 - 5           | Trenčianske Stankovce           |
| Košeca                     | 2 - 9           | Spartak Dubnica nad Váhom       |
| Tatran Uhrovec             | 1 - 4           | Banik Prievidza                 |
| Nový Život                 | 0 - 2           | Čierny Brod                     |
| Družstevník Topoľníky      | 2 - 2 (5-3 dtr) | Gabčíkovo                       |
| Horné Saliby               | 2 - 3           | Nádszeg                         |
| Bestrent Horná Krupá       | 0 - 3           | Slavoj Boleráz                  |
| Komjatice                  | 1 - 5           | Branč                           |
| Kmeťovo                    | 0 - 3           | Šurany                          |
| Sokol Starý Tekov          | 2 - 2 (2-4 dtr) | Želiezovce                      |
| Salka                      | 0 - 0 (4-3 dtr) | Štúrovo                         |
| Nevidzany                  | 2 - 2 (4-3 dtr) | Slovan Levice                   |
| Veľká Lomnica              | 2 - 4           | Harichovce                      |
| Pokrok Stará Bystrica      | 1 - 1 (4-3 dtr) | Slovan Magura Vavrečka          |
| Višňové                    | 0 - 2           | Čadca                           |
| Bešeňov                    | 0 - 4           | Nové Zámky                      |
| Veľké Lovce                | 0 - 6           | Sereď                           |
| 29 luglio 2025             |                 |                                 |
| Báb                        | 0 - 3           | KOVO Beluša                     |
| 30 luglio 2025             |                 |                                 |
| Junior Kanianka            | 2 - 4           | Baník Lehota pod Vtáčnikom      |
| 2 agosto 2025              |                 |                                 |
| AC Nitra - futbal          | 6 - 0           | Veľké Zálužie                   |
| Lozorno                    | 2 - 0           | Lokomotíva Devínska Nová Ves    |
| Pribiš                     | 0 - 0 (4-5 dtr) | Dolný Kubín                     |
| Rohožník                   | 0 - 1           | Žolík Malacky                   |
| Igram                      | 1 - 5           | Rača                            |
| Láb                        | 1 - 6           | Inter Bratislava                |
| Družstevník Odorín         | 0 - 2           | Kamenica                        |
| Vysoké Tatry               | 3 - 0           | Slavoj Spišská Belá             |
| Dunajec Spišská Stará Ves  | 0 - 3           | Kežmarok                        |
| Vehec                      | 2 - 1           | Tatran Bystré                   |
| 3 agosto 2025              |                 |                                 |
| Jasenov                    | 2 - 1           | Spartak Medzilaborce            |
| Družstevník Čirč           | 2 - 5           | Gerlachov                       |
| Sokol Brezovička           | 1 - 1 (3-5 dtr) | Gelnica                         |
| Široké                     | 0 - 5           | Sokol Brezovica                 |
| Ťahanovce                  | 0 - 5           | Spartak Medzev                  |
| Družstevník Malá Ida       | 5 - 1           | Kechnec                         |
| Slovan Kendice             | 3 - 0           | Dvorníky - Včeláre              |
| II.Rákóczi Ferenc Borša    | 1 - 4           | Sobrance-Sobranecko             |
| 5 agosto 2025              |                 |                                 |
| Zalužice                   | 0 - 2           | Nacina Ves                      |
| Maratón Seňa               | 1 - 3           | Lokomotíva Košice               |
| Šalková                    | 4 - 3           | Družstevník Látky               |
| 6 agosto 2025              |                 |                                 |
| Dynamo Diviaky             | 2 - 0           | Sokol Medzibrod                 |
| Slovan Žabokreky           | 0 - 2           | Bešeňová                        |
| Sásová                     | 2 - 2 (4-3 dtr) | Detva                           |
| Bacúch                     | 1 - 1 (9-8 dtr) | Revúca                          |
| Vinica                     | 0 - 3           | Hliník nad Hronom               |
| Jelšava                    | 1 - 4           | Partizán Osrblie                |
| Olováry                    | 1 - 2           | Príbelce                        |
| FILJO L.V.                 | 2 - 1           | Prameň Kováčová                 |
| Buzitka                    | 1 - 4           | Baník Veľký Krtíš               |
| Oravan Oravská Jasenica    | 1 - 2           | Sokol Zubrohlava                |
| Tatran Chlebnice           | 1 - 1 (4-3 dtr) | Tvrdošín                        |
| Liptovský Hrádok           | 2 - 6           | Družstevník Liptovská Štiavnica |
| Sokol Liesek               | 0 - 6           | Tatran Oravské Veselé           |
| Slovan Bystrička           | 4 - 1           | Nededza                         |
| Horný Hričov               | 3 - 2           | Javorník Makov                  |
| OFK Perín                  | 0 - 10          | Slávia TU Košice                |
| Slovan Poproč              | 0 - 1           | Snina                           |
| Sokol Chminianska Nová Ves | 2 - 4           | Tesla Stropkov                  |
| Kľušov                     | 1 - 4           | Partizán Bardejov               |
| Tatran Huncovce            | 0 - 7           | Odeva Lipany                    |
| Jamník                     | 2 - 2 (2-3 dtr) | Vranov nad Topľou               |
| Štefanov                   | 1 - 5           | Spartak Myjava                  |
| Tatran Cementáreň Ladce    | 0 - 3           | Jednota Bánová                  |
| Iskra Nováky               | 0 - 3           | Fomat Martin                    |
| Podlužany                  | 0 - 7           | Družstevník V.L.                |
| Jasenie                    | 1 - 3           | Podkonice                       |
| Iskra Hnúšťa               | 0 - 2           | Novohrad Lučenec                |
| Sklotatran Poltár          | -               | Fiľakovo                        |
| Jesenské                   | 3 - 3 (3-5 dtr) | Rimavská Sobota                 |
| Vinohrad Čebovce           | 0 - 3           | Baník Kalinovo                  |
| Olympia Bobrov             | 2 - 2 (4-1 dtr) | Spišské Podhradie               |
| Rosina                     | 1 - 2           | Spišská Nová Ves                |
| Čierne                     | 3 - 3 (2-4 dtr) | Poprad                          |
| Teplička nad Váhom         | 1 - 1 (2-3 dtr) | Námestovo                       |
| Slovan Nemšová             | 0 - 2           | Opatová                         |
| Fatran Varín               | 1 - 4           | Belá                            |
| Báhoň                      | 1 - 3           | Pezinok                         |
| Strečno                    | 2 - 3           | Partizán Ľubeľa                 |
| 13 agosto 2025             |                 |                                 |
| Lovča                      | 0 - 1           | Sitno Banská Štiavnica          |
| Krásnohorské Podhradie     | 2 - 6           | Rožňava                         |
| Kráľová pri Senci          | 0 - 4           | Nová Dedinka                    |
| Bidovce                    | 0 - 2           | Geča 73                         |